# روسيا 24
روسيا 24 (بالروسية: Россия 24) هي قناة إخبارية فضائية روسية مملوكة لشركة ВГТРК. تبث برامجها باللغة الروسية على مدار الـ 24 ساعة يوميا خلال سبعة أيام في الأسبوع. بدأ بث القناة في يوليو عام 2006.

## برامج
- ألأخبار - تعرض في رأس كل ساعة.
- أخبار الرياضة
- ألنبض (بالروسية: Пульс) - أخبار الطب
- أخبار اتحاد الدول المستقلة
- أخبار Net - أخبار إنترنيت
- كوكبي (بالروسية: Моя планета) - برنامج حول الرحلات.
- الاقتصاد
- صناعة السينما (بالروسية: Индустрия кино)
- الهوكي 24

## وصلات خارجية
- البث المباشر